# NGC 2844
NGC 2844 est une galaxie spirale située dans la constellation du Lynx. NGC 2844 a été découverte par l'astronome germano-britannique William Herschel en 1787.

## Caractéristiques
Sa vitesse par rapport au fond diffus cosmologique est de 1 701 ± 16 km/s, ce qui correspond à une distance de Hubble de 25,1 ± 1,8 Mpc (∼81,9 millions d'al).
À ce jour, sept mesures non basées sur le décalage vers le rouge (redshift) donnent une distance de 42,114 ± 8,013 Mpc (∼137 millions d'al), ce qui est à l'extérieur des valeurs de la distance de Hubble. Notons que c'est avec la valeur moyenne des mesures indépendantes, lorsqu'elles existent, que la base de données NASA/IPAC calcule le diamètre d'une galaxie et qu'en conséquence le diamètre de NGC 2844 pourrait être d'environ 13,9 kpc (∼45 300 al) si on utilisait la distance de Hubble pour le calculer.
La classe de luminosité de NGC 2844 est I et elle présente une large raie HI. Elle renferme également des régions d'hydrogène ionisé.